# قرع (القبيطة)

تعديل مصدري - تعديل

قرع هي إحدى قرى عزلة كرش بمديرية القبيطة التابعة لمحافظة لحج، بلغ تعداد سكانها 197 نسمة حسب تعداد اليمن لعام 2004.